# 福伦-林登
福伦-林登是德国莱茵兰-普法尔茨州的一个市镇。总面积6.60平方公里，总人口345人，其中男性176人，女性169人（2011年12月31日），人口密度52人/平方公里。